# Пиха, Николай Иванович
Николай Иванович Пиха (род. 11 мая 1950 год, Малые Крушлинцы, Винницкая область, УССР, СССР — 2 января 1995 года, Грозный, Чечня, Россия) — советский и российский военный, участник первой Чеченской войны. Кавалер ордена Мужества (посмертно). Полковник.

## Биография
Родился 11 мая 1950 года в селе Малые Крушлинцы Винницкой области УССР.
Окончил 10 классов Гавришовской средней школы в 1967 году. В сентябре этого же года был призван в армию.
В 1970 году окончил курс обучения по программе среднего танко-технического училища при Киевском высшем танко-техническом училище.
В 1981 окончил Киевское ВТИУ с отличием, а в 1986 году окончил Военную академию бронетанковых войск с отличием. Позже получил звание полковника.
С 1986 по 1992 год — заместитель командира 9-й мотострелковой дивизии по вооружению.
С 1992 года после переформирования дивизии, служил в 131-й отдельной мотострелковой бригаде в должности заместителя командира по вооружению.
В 1992 году принимал участие в миротворческих операциях в осетино-ингушском конфликте.
С 4 декабря 1994 года в составе 131-й отдельной мотострелковой бригады принимал участие в первой Чеченской войне. В 11.00 31 декабря 1994 года поступила задача — сводным отрядом бригады войти в Грозный и захватить железнодорожный вокзал. Сводный отряд под командованием полковника И. А. Савина к 13.00 1 января 1995 года полностью выполнил боевую задачу, захватил и удерживал вокзал в полном окружении, ожидая подкрепления других частей и соединений.
Полковник Пиха Н. И. умело организовал техническое обеспечение боя и лично управлял подразделениями и ремонтно-эвакуационными действиями, обеспечил бесперебойное снабжение вооружением и боеприпасами.
1 января 1995 года при прорыве блокады сводного отряда бригады на железнодорожном вокзале в Грозном его БМП-2 № 015 наскочила на засаду дудаевцев и была подожжёна. Экипаж подбитой машины пытался отойти к улице Маяковского. При покидании машины был ранен в ногу. Находящийся рядом командир отделения 131-й омсбр сержант В. В. Пивоваров оказывал ему помощь и пытается вынести из-под обстрела. Но, не дойдя до ближайших домов, оба были убиты пулемётной очередью . Погиб и находящийся с ними командир разведроты капитан Олег Тыртышный.
Полковник Пиха погиб 2 января 1995 года в г Грозном.
Похоронен с воинскими почестями в селе Малые Крушлинцы Винницкой области Украина.
В представлении к ордену Мужества командир бригады отметил:

Находясь в зоне вооруженного конфликта в Чеченской республике с 4 декабри 1994 года, с 31 декабря 1994 года на 1 января 1995 года, в xoдe ожесточенных боев за город Грозный полковник ПИХА Н.И. проявил мужество и героизм. В условиях, сопряженных с риском для жизни полковник ПИХА Н.И. умело организовал ремонт и восстановление поврежденной техники. Неоднократно лично доставлял на передовые позиции боеприпасы. В ходе боев полковник ПИХА Н.И. лично уничтожил двенадцать боевиков. Будучи раненым продолжал вести огонь. В ходе боя полковник ПИХА. Н.И. геройски погиб.
Вывод: За мужество и отвагу достоин награждения орденом Мужества (посмертно).
— 

## Награды
- Орден Мужества (посмертно)
- Юбилейная медаль «60 лет Вооружённых Сил СССР»[6]
- Юбилейная медаль «70 лет Вооружённых Сил СССР»[7]
- Медаль «За безупречную службу» I степени
- Медаль «За безупречную службу» II степени
- Медаль «За безупречную службу» III степени

## Семья
Был женат, имел двух сыновей

## Память
- На могиле в селе Малые Крушлинцы Винницкой области УССР установлен памятник

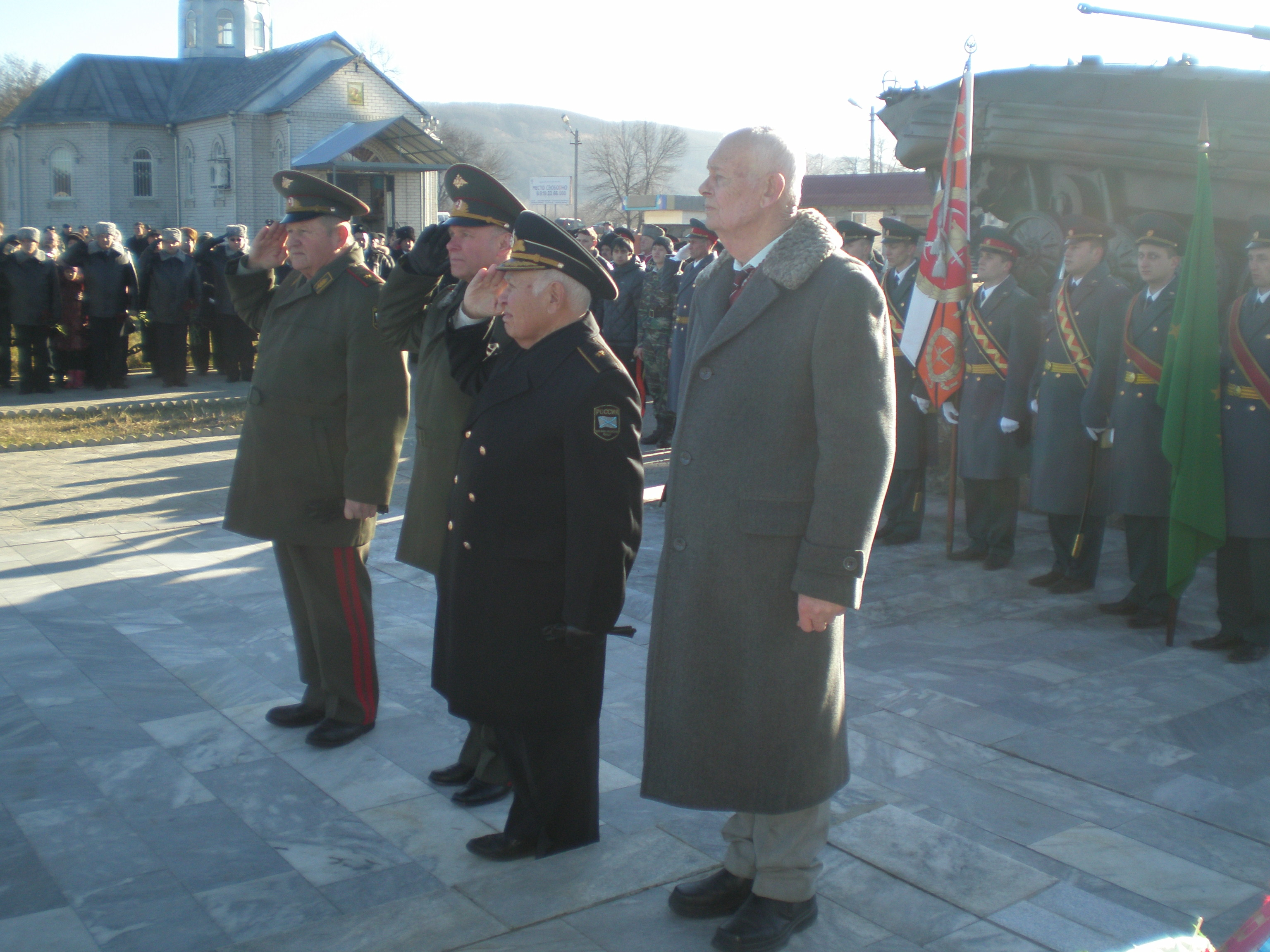
В День памяти погибших в локальных конфликтах у Памятника воинам бригады. Генералы Дорофеев, Колягин, адмирал Тхагапсов генерал-лейтенант Щепин, Майкоп, 2 января 2013 года

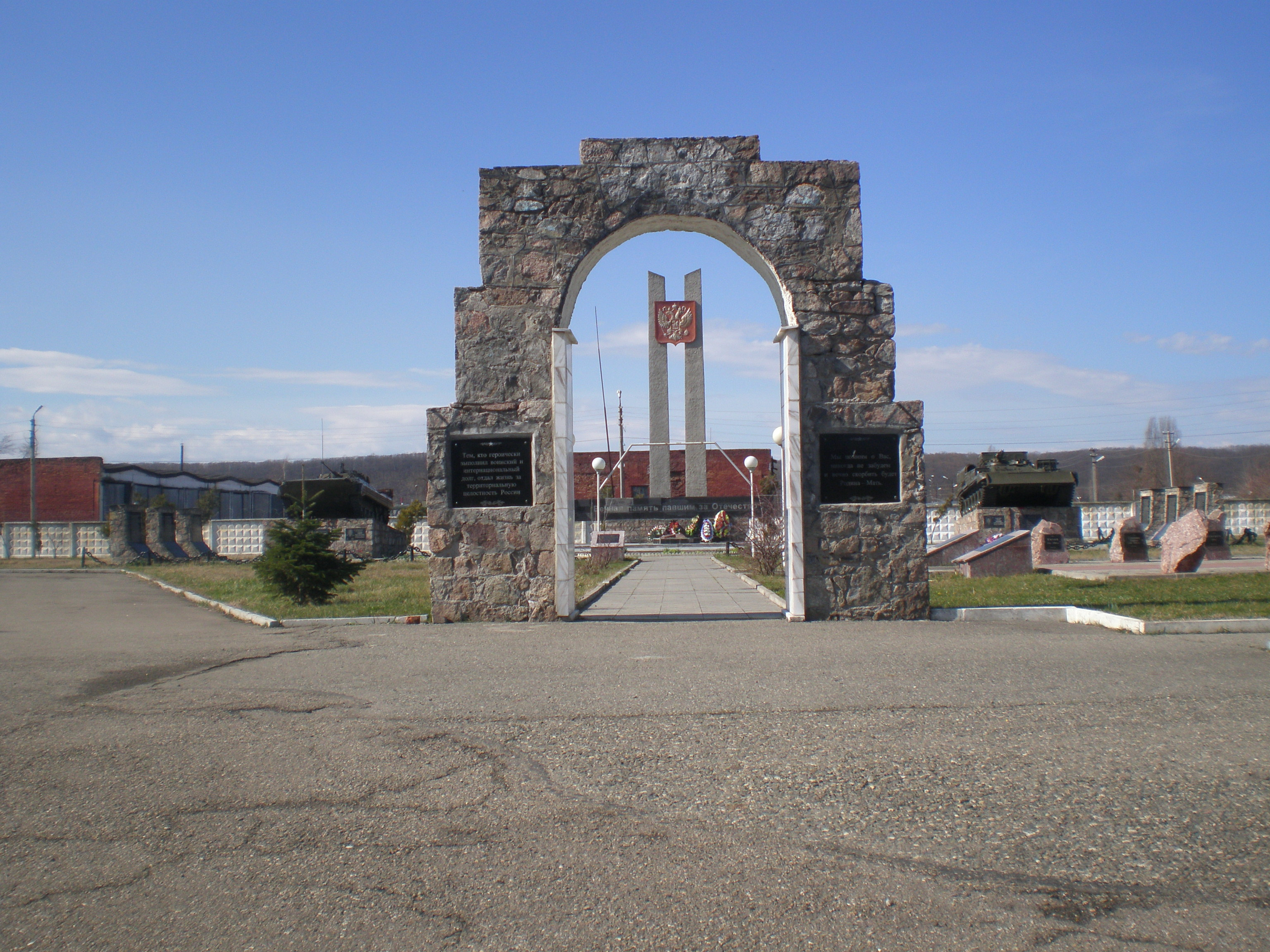
Мемориал воинам, павшим в локальных конфликтах, Майкоп

В Майкопе, в месте дислокации 131-й отдельной мотострелковой бригады, установлен Мемориал, посвящённый воинам бригады, погибшим в локальных конфликтах. На постаменте памятника установлена мемориальная доска в память о погибших. Каждый год 2-го января на мемориале проводится торжественно-траурная перекличка погибших воинов.
- На Мемориале в Майкопе установлен на постаменте БРЭМ-1 - бронированная ремонтно-эвакуационная машина.

На постаменте две памятные таблички:
"Герой России лейтенант Осокин, Евгений Анатольевич
Список военнослужащих:
"полковник Пиха, Николай Иванович
майор Булахов, Виктор Васильевич
майор Гоголев, Владимир Николаевич
майор Петров Николай Александрович
ст. Лейтенант Гужбин Сергей Евгеньевич
лейтенант Божко Сергей Николаевич
лейтенант Гуща Сергей Григорьевич
лейтенант Елисеев Владимир Викторович
ст. Прапорщик Гопиенко Николай Витальевич
майор Манкиров, Климентий Николаевич"  